# Actinonaias pectorosa
Actinonaias pectorosa är en musselart som först beskrevs av Conrad 1834.  Actinonaias pectorosa ingår i släktet Actinonaias och familjen målarmusslor. IUCN kategoriserar arten globalt som nära hotad. Inga underarter finns listade i Catalogue of Life.